# Britische Formel-2-Meisterschaft
Die Britische Formel-2-Meisterschaft war eine Automobilsportmeisterschaft, die von 1957 bis 1972 in Großbritannien ausgeschrieben wurde. Vereinzelt fanden mehrere Meisterschaften mit dieser Bezeichnung nebeneinander statt, die von unterschiedlichen Veranstaltern organisiert wurden. Ab 1992 fand der Name erneut Verwendung für eine nationale Meisterschaft in der Formel 3000.

## Die Meisterschaften der Formel-2-Ära

### Hintergrund
Die Formel 2 wurde 1947 als Rennkategorie für einsitzige, offene Rennwagen eingeführt. Sie stellte den Unterbau für die Formel 1 dar und trat an die Stelle der vor dem Zweiten Weltkrieg üblichen Voiturette-Klasse. Mit Ausnahme der Jahre 1952 und 1953, als die Automobil-Weltmeisterschaft nach dem Reglement der Formel 2 ausgeschrieben war, war die Formel 2 in erster Linie eine Nachwuchsklasse. Bereits seit den 1950er-Jahren organisierten diverse Veranstalter in vielen Ländern Europas zahlreiche Rennen nach dem Formel-2-Reglement. Eine Europameisterschaft in dieser Klasse gab es zunächst nicht; sie wurde erstmals 1967 ausgeschrieben und dann bis 1984 jährlich durchgeführt. Bereits vor der Einführung der Europameisterschaft gab es in einigen Ländern nationale Wertungen für eine Formel-2-Meisterschaft. Das betraf unter anderem Großbritannien, wo mit deutlichem Abstand die meisten Formel-2-Rennen abgehalten wurden. 
In Großbritannien konkurrierten zeitweise mehrere nationale Formel-2-Meisterschaften miteinander. So gab es 1967 sowohl die vom Royal Automobile Club organisierte R.A.C. British F2 Championship als auch die von der Zeitschrift Autocar gesponserte Autocar British F2 Championship.

### Reglementarien
Das technische Reglement der britischen Meisterschaften entsprach dem jeweils aktuellen Format der Formel 2. Die Regeln zur Teilnahmeberechtigung waren unterschiedlich. Die Teilnahme an der Autocar Formula 2 Championship stand üblicherweise Fahrer aus Großbritannien und dem Commonwealth offen, teilweise war sie auf sogenannte Non-graded Drivers beschränkt, also Fahrer, die noch keine Weltmeisterschaftspunkte bei einem Formel-1-Rennen erzielt hatten. Bei der R.A.C. British F2 Championship (1967) und der John Player British Formula 2 Championship (1972) gab es keine Beschränkungen hinsichtlich der Nationalität. Die Punktevergabe erfolgte nicht einheitlich. Üblicherweise flossen die Ergebnisse bestimmter (zumeist nicht aller) Formel-2-Rennen auf den britischen Inseln nach unterschiedlichen Kriterien in die Wertungen ein.

### Meister
| Jahr | Bezeichnung                                | Fahrer        | Chassis | Punkte |
| ---- | ------------------------------------------ | ------------- | ------- | ------ |
| 1957 | British Formula 2 Championship             | Tony Marsh    | Cooper  |        |
| 1958 | British Formula 2 Championship             | Jack Brabham  | Cooper  |        |
| 1959 | Autocar British Formula 2 Championship     | Stirling Moss | Cooper  |        |
| 1960 | Autocar British Formula 2 Championship     | Jackie Lewis  | Cooper  |        |
| 1964 | Autocar British Formula 2 Championship     | Mike Spence   | Lotus   | 18     |
| 1966 | Autocar British Formula 2 Championship     | unbekannt     |         |        |
| 1967 | Autocar British Formula 2 Championship     | Alan Rees     | Brabham | 22     |
| 1967 | R.A.C. British F2 Championship             | Jochen Rindt  | Brabham | 27     |
| 1972 | John Player British Formula 2 Championship | Niki Lauda    | March   | 31     |

## Wiederbelebung ab 1992

### Hintergrund

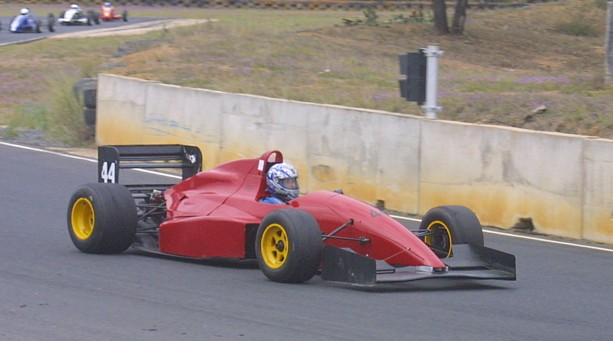
Ein Formel-3000-Auto für eine „Formel-2-Meisterschaft“: Reynard 92D (1993)

Nachdem die Formel 2 im Jahr 1985 durch die Formel 3000 abgelöst worden war, trat die Internationale Formel-3000-Meisterschaft an die Stelle der Formel-2-Europameisterschaft. Wie die Vorgängerserie, umfasste auch sie zahlreiche Rennen in verschiedenen Ländern Europas. 1989 etablierte sich in Großbritannien die Britische Formel-3000-Meisterschaft, die als kostengünstige Einstiegsklasse gedacht war und sich ganz überwiegend auf Rennen in Großbritannien beschränkte. Das Reglement folgte den allgemeinen Vorgaben der FIA zur Formel 3000, allerdings gab es insoweit Ergänzungen, als in der britischen Serie nur gebrauchte Rennwagen eingesetzt werden durften, die mindestens ein Jahr alt waren. Als nach Anfangserfolgen das Interesse an der Britischen Formel-3000-Meisterschaft nachließ, gaben die Organisatoren mit Beginn der Saison 1992 der Serie die Bezeichnung Britische Formel-2-Meisterschaft. Sie hatten die Hoffnung, dadurch mehr Prestige zu gewinnen und die Attraktivität für Fahrer und Sponsoren zu erhöhen. Diese Bezeichnung war allerdings irreführend. Tatsächlich hatte die Serie keine Bezüge zu der traditionellen Formel 2; vielmehr blieb sie ungeachtet der faktisch eine regionale Formel-3000-Meisterschaft. Die Meisterschaft wurde von 1992 bis 1994 und ein weiteres Mal 1996 ausgetragen. 1997 wurde die Meisterschaft nach nur einem Rennen wegen zu geringer Teilnahmezahlen abgesagt, und ein Wiederbelebungsversuch 1999 scheiterte frühzeitig.

### Meister
| Jahr | Bezeichnung                           | Fahrer                                                       | Team                                                         | Chassis                                                      | Punkte                                                       |
| ---- | ------------------------------------- | ------------------------------------------------------------ | ------------------------------------------------------------ | ------------------------------------------------------------ | ------------------------------------------------------------ |
| 1992 | British Formula 2 Championship        | Yvan Muller                                                  | Omegaland                                                    | Reynard 91D                                                  |                                                              |
| 1993 | British Formula 2 Championship        | Philippe Adams                                               | Mansell Madgwick International Argo Racing                   | Reynard 91D Reynard 92D                                      | 45                                                           |
| 1994 | British Formula 2 Championship        | José Luis Di Palma                                           | Madgwick International                                       | Reynard 93D                                                  | 36                                                           |
| 1996 | Venson British Formula 2 Championship | Gareth Rees                                                  | Super Nova Racing                                            | Reynard 95D                                                  | 56                                                           |
| 1997 | British Formula 2 Championship        | keine Titelvergabe; Meisterschaft nach einem Rennen abgesagt | keine Titelvergabe; Meisterschaft nach einem Rennen abgesagt | keine Titelvergabe; Meisterschaft nach einem Rennen abgesagt | keine Titelvergabe; Meisterschaft nach einem Rennen abgesagt |